# U.S. Open (Golf)
| Turnier               | Ort                   | Entstehung | Termin |
| --------------------- | --------------------- | ---------- | ------ |
| US Masters            | Augusta, Georgia, USA | 1934       | April  |
| PGA Championship      | USA                   | 1916       | Mai    |
| U.S. Open             | USA                   | 1895       | Juni   |
| The Open Championship | UK                    | 1860       | Juli   |

Die U.S. Open (offiziell U.S. Open Championship) ist nach der Open Championship das zweitälteste der vier Major-Golfturniere.

## Geschichte
Sie wurde zum ersten Mal am 4. Oktober 1895 in Newport, Rhode Island, ausgetragen. Der in England geborene Horace Rawlins siegte mit einem Gesamtergebnis von 173 Schlägen über 36 Löcher und sicherte sich damit den ersten Titel sowie ein Preisgeld von 150 US-Dollar. Insgesamt zehn Profis und ein Amateur nahmen teil. Rawlins war damals Asistent Pro beim ausrichtenden Golfclub, der zu jener Zeit lediglich über einen 9-Loch-Kurs verfügte.
In den Anfangsjahren dominierten britische Golfer das Turnier. Erst 1911 gelang es dem Amerikaner John McDermott, die U.S. Open zu gewinnen, was einen Wendepunkt in der Turniergeschichte markierte. In den folgenden Jahrzehnten prägten amerikanische Golflegenden das Turnier. Bobby Jones gewann das Turnier zwischen 1923 und 1930 viermal. Ben Hogan sicherte sich ebenfalls vier Titel, darunter einen bemerkenswerten Sieg 1953, bei dem er das Turnier von Anfang bis Ende anführte. Jack Nicklaus erreichte seine vier Siege zwischen 1962 und 1980.

## Modus
Die U.S. Open wird jedes Jahr im Juni auf verschiedenen Plätzen ausgetragen. Finaltag ist der dritte Sonntag des Monats. Profis und Amateure können sich in einer Reihe von Qualifikationsturnieren um die Teilnahme bewerben. Eine Reihe von Spielern ist auch automatisch qualifiziert: die Sieger der letzten zehn Jahre, die Sieger der anderen Majorturniere der letzten fünf Jahre, die Top 30 der USPGA Money List und auch der US-Amateur-Meister.
Weitere Major-Golfturniere, neben der U.S. Open und der Open Championship, sind das US Masters und die PGA Championships.

### Häufigste Gewinner
Am häufigsten die U.S. Open gewonnen haben: Stand 2024
- Willie Anderson (4 Siege zwischen 1901 und 1905)
- Robert Tyre „Bobby“ Jones Jr (4 Siege zwischen 1923 und 1930)
- Ben Hogan (4 Siege zwischen 1948 und 1953)
- Jack Nicklaus (4 Siege zwischen 1961 und 1980)
- Hale Irwin (3 Siege zwischen 1974 und 1990)
- Tiger Woods (3 Siege zwischen 2000 und 2008)

## Sieger und Austragungsorte der U.S. Open
| Jahr | Sieger                                             | Nationalität                                       | Golfplatz                                          | Ort                                                | Ergebnis                                           | Preisgeld des Gewinners                            |                                                    |
| ---- | -------------------------------------------------- | -------------------------------------------------- | -------------------------------------------------- | -------------------------------------------------- | -------------------------------------------------- | -------------------------------------------------- | -------------------------------------------------- |
| 2025 | J. J. Spaun                                        | Vereinigte Staaten                                 | Oakmont Country Club                               | Oakmont, Pennsylvania                              | 279 (−1)                                           | 4.300.000 $                                        |                                                    |
| 2024 | Bryson DeChambeau                                  | Vereinigte Staaten                                 | Pinehurst Resort, Course No. 2                     | Pinehurst, North Carolina                          | 274 (−6)                                           | 4.300.000 $                                        |                                                    |
| 2023 | Wyndham Clark                                      | Vereinigte Staaten                                 | Los Angeles Country Club                           | Los Angeles, Kalifornien                           | 270 (−10)                                          | 3.600.000 $                                        |                                                    |
| 2022 | Matt Fitzpatrick                                   | England                                            | The Country Club                                   | Brookline, Massachusetts                           | 274 (−6)                                           | 3.150.000 $                                        |                                                    |
| 2021 | Jon Rahm                                           | Spanien                                            | Torrey Pines Golf Course, South Course             | La Jolla, San Diego Kalifornien                    | 278 (−6)                                           | 2.250.000 $                                        |                                                    |
| 2020 | Bryson DeChambeau                                  | Vereinigte Staaten                                 | Winged Foot Golf Club                              | Mamaroneck, New York                               | 274 (−6)                                           | 2.250.000 $                                        |                                                    |
| 2019 | Gary Woodland                                      | Vereinigte Staaten                                 | Pebble Beach Golf Links                            | Pebble Beach, Kalifornien                          | 271 (−13)                                          | 2.250.000 $                                        |                                                    |
| 2018 | Brooks Koepka                                      | Vereinigte Staaten                                 | Shinnecock Hills Golf Club                         | Sinnecock Hills, New York                          | 281 (+1)                                           | 2.160.000 $                                        |                                                    |
| 2017 | Brooks Koepka                                      | Vereinigte Staaten                                 | Erin Hills                                         | Erin, Wisconsin                                    | 272 (−16)                                          | 2.160.000 $                                        |                                                    |
| 2016 | Dustin Johnson                                     | Vereinigte Staaten                                 | Oakmont Country Club                               | Oakmont, Pennsylvania                              | 276 (−4)                                           | 1.800.000 $                                        |                                                    |
| 2015 | Jordan Spieth                                      | Vereinigte Staaten                                 | Chambers Bay                                       | University Place, Washington                       | 275 (−5)                                           | 1.800.000 $                                        |                                                    |
| 2014 | Martin Kaymer                                      | Deutschland                                        | Pinehurst Resort, Course No. 2                     | Pinehurst, North Carolina                          | 271 (−9)                                           | 1.620.000 $                                        |                                                    |
| 2013 | Justin Rose                                        | England                                            | Merion Golf Club, East Course                      | Ardmore, Pennsylvania                              | 281 (+1)                                           | 1.440.000 $                                        |                                                    |
| 2012 | Webb Simpson                                       | Vereinigte Staaten                                 | Olympic Club, Lake Course                          | San Francisco, Kalifornien                         | 281 (+1)                                           | 1.440.000 $                                        |                                                    |
| 2011 | Rory McIlroy                                       | Nordirland                                         | Congressional Country Club, Blue Course            | Bethesda, Maryland                                 | 268 (−16)                                          | 1.440.000 $                                        |                                                    |
| 2010 | Graeme McDowell                                    | Nordirland                                         | Pebble Beach Golf Links                            | Pebble Beach, Kalifornien                          | 284 (E)                                            | 1.350.000 $                                        |                                                    |
| 2009 | Lucas Glover                                       | Vereinigte Staaten                                 | Bethpage State Park, Bethpage Black Course         | Farmingdale, New York                              | 276 (−4)                                           | 1.350.000 $                                        |                                                    |
| 2008 | Tiger Woods                                        | Vereinigte Staaten                                 | Torrey Pines Golf Course, South Course             | La Jolla, San Diego Kalifornien                    | 283 (−1)                                           | 1.350.000 $                                        |                                                    |
| 2007 | Ángel Cabrera                                      | Argentinien                                        | Oakmont Country Club                               | Oakmont, Pennsylvania                              | 285 (+5)                                           | 1.260.000 $                                        |                                                    |
| 2006 | Geoff Ogilvy                                       | Australien                                         | Winged Foot Golf Club, West Course                 | Mamaroneck, New York                               | 285 (+5)                                           | 1.225.000 $                                        |                                                    |
| 2005 | Michael Campbell                                   | Neuseeland                                         | Pinehurst Resort, Course No. 2                     | Pinehurst, North Carolina                          | 280 (E)                                            | 1.170.000 $                                        |                                                    |
| 2004 | Retief Goosen                                      | Südafrika                                          | Shinnecock Hills Golf Club                         | Shinnecock Hills, New York                         | 276 (−4)                                           | 1.125.000 $                                        |                                                    |
| 2003 | Jim Furyk                                          | Vereinigte Staaten                                 | Olympia Fields Country Club, North Course          | Olympia Fields, Illinois                           | 272 (−8)                                           | 1.080.000 $                                        |                                                    |
| 2002 | Tiger Woods                                        | Vereinigte Staaten                                 | Bethpage State Park, Bethpage Black Course         | Farmingdale, New York                              | 277 (−3)                                           | 1.000.000 $                                        |                                                    |
| 2001 | Retief Goosen                                      | Südafrika                                          | Southern Hills Country Club                        | Tulsa, Oklahoma                                    | 276 (−4)                                           | 900.000 $                                          |                                                    |
| 2000 | Tiger Woods                                        | Vereinigte Staaten                                 | Pebble Beach Golf Links                            | Pebble Beach, Kalifornien                          | 272 (−12)                                          | 800.000 $                                          |                                                    |
| 1999 | Payne Stewart                                      | Vereinigte Staaten                                 | Pinehurst Resort, Course No. 2                     | Pinehurst, North Carolina                          | 279 (−1)                                           | 625.000 $                                          |                                                    |
| 1998 | Lee Janzen                                         | Vereinigte Staaten                                 | Olympic Club, Lake Course                          | San Francisco, Kalifornien                         | 280 (E)                                            | 535.000 $                                          |                                                    |
| 1997 | Ernie Els                                          | Südafrika                                          | Congressional Country Club, Blue Course            | Bethesda, Maryland                                 | 276 (−4)                                           | 465.000 $                                          |                                                    |
| 1996 | Steve Jones                                        | Vereinigte Staaten                                 | Oakland Hills Country Club, South Course           | Bloomfield Hills, Michigan                         | 278 (−2)                                           | 425.000 $                                          |                                                    |
| 1995 | Corey Pavin                                        | Vereinigte Staaten                                 | Shinnecock Hills Golf Club                         | Shinnecock Hills, New York                         | 280 (E)                                            | 350.000 $                                          |                                                    |
| 1994 | Ernie Els                                          | Südafrika                                          | Oakmont Country Club                               | Oakmont, Pennsylvania                              | 279 (−5)                                           | 320.000 $                                          |                                                    |
| 1993 | Lee Janzen                                         | Vereinigte Staaten                                 | Baltusrol Golf Club, Lower Course                  | Springfield, New Jersey                            | 272 (−8)                                           | 290.000 $                                          |                                                    |
| 1992 | Tom Kite                                           | Vereinigte Staaten                                 | Pebble Beach Golf Links                            | Pebble Beach, Kalifornien                          | 285 (−3)                                           | 275.000 $                                          |                                                    |
| 1991 | Payne Stewart                                      | Vereinigte Staaten                                 | Hazeltine National Golf Club                       | Chaska, Minnesota                                  | 282 (−6)                                           | 235.000 $                                          |                                                    |
| 1990 | Hale Irwin                                         | Vereinigte Staaten                                 | Medinah Country Club, Course No. 3                 | Medinah, Illinois                                  | 280 (−8)                                           | 220.000 $                                          |                                                    |
| 1989 | Curtis Strange                                     | Vereinigte Staaten                                 | Oak Hill Country Club, East Course                 | Rochester, New York                                | 278 (−2)                                           | 200.000 $                                          |                                                    |
| 1988 | Curtis Strange                                     | Vereinigte Staaten                                 | The Country Club, Composite Course                 | Brookline, Massachusetts                           | 278 (−6)                                           | 180.000 $                                          |                                                    |
| 1987 | Scott Simpson                                      | Vereinigte Staaten                                 | Olympic Club, Lake Course                          | San Francisco, Kalifornien                         | 277 (−3)                                           | 150.000 $                                          |                                                    |
| 1986 | Ray Floyd                                          | Vereinigte Staaten                                 | Shinnecock Hills Golf Club                         | Shinnecock Hills, New York                         | 279 (−1)                                           | 115.000 $                                          |                                                    |
| 1985 | Andy North                                         | Vereinigte Staaten                                 | Oakland Hills Country Club, South Course           | Bloomfield Hills, Michigan                         | 279 (−1)                                           | 103.000 $                                          |                                                    |
| 1984 | Fuzzy Zoeller                                      | Vereinigte Staaten                                 | Winged Foot Golf Club, West Course                 | Mamaroneck, New York                               | 276 (−4)                                           | 94.000 $                                           |                                                    |
| 1983 | Larry Nelson                                       | Vereinigte Staaten                                 | Oakmont Country Club                               | Oakmont, Pennsylvania                              | 280 (−4)                                           | 72.000 $                                           |                                                    |
| 1982 | Tom Watson                                         | Vereinigte Staaten                                 | Pebble Beach Golf Links                            | Pebble Beach, Kalifornien                          | 282 (−6)                                           | 60.000 $                                           |                                                    |
| 1981 | David Graham                                       | Australien                                         | Merion Golf Club, East Course                      | Ardmore, Pennsylvania                              | 273 (−7)                                           | 55.000 $                                           |                                                    |
| 1980 | Jack Nicklaus                                      | Vereinigte Staaten                                 | Baltusrol Golf Club, Lower Course                  | Springfield, New Jersey                            | 272 (−8)                                           | 55.000 $                                           |                                                    |
| 1979 | Hale Irwin                                         | Vereinigte Staaten                                 | Inverness Club                                     | Toledo, Ohio                                       | 284 (E)                                            | 50.000 $                                           |                                                    |
| 1978 | Andy North                                         | Vereinigte Staaten                                 | Cherry Hills Country Club                          | Cherry Hills Village, Colorado                     | 285 (+1)                                           | 45.000 $                                           |                                                    |
| 1977 | Hubert Green                                       | Vereinigte Staaten                                 | Southern Hills Country Club                        | Tulsa, Oklahoma                                    | 278 (−2)                                           | 45.000 $                                           |                                                    |
| 1976 | Jerry Pate                                         | Vereinigte Staaten                                 | Atlanta Athletic Club, Highlands Course            | Johns Creek, Georgia (heutzutage Duluth, Georgia)  | 277 (−3)                                           | 42.000 $                                           |                                                    |
| 1975 | Lou Graham                                         | Vereinigte Staaten                                 | Medinah Country Club, Course No. 3                 | Medinah, Illinois                                  | 287 (+3)                                           | 40.000 $                                           |                                                    |
| 1974 | Hale Irwin                                         | Vereinigte Staaten                                 | Winged Foot Golf Club, West Course                 | Mamaroneck, New York                               | 287 (+7)                                           | 35.000 $                                           |                                                    |
| 1973 | Johnny Miller                                      | Vereinigte Staaten                                 | Oakmont Country Club                               | Oakmont, Pennsylvania                              | 279 (−5)                                           | 35.000 $                                           |                                                    |
| 1972 | Jack Nicklaus                                      | Vereinigte Staaten                                 | Pebble Beach Golf Links                            | Pebble Beach, Kalifornien                          | 290 (+2)                                           | 30.000 $                                           |                                                    |
| 1971 | Lee Trevino                                        | Vereinigte Staaten                                 | Merion Golf Club, East Course                      | Ardmore, Pennsylvania                              | 280 (E)                                            | 30.000 $                                           |                                                    |
| 1970 | Tony Jacklin                                       | Vereinigtes Königreich                             | Hazeltine National Golf Club                       | Chaska, Minnesota                                  | 281 (−7)                                           | 30.000 $                                           |                                                    |
| 1969 | Orville Moody                                      | Vereinigte Staaten                                 | Champions Golf Club, Cypress Creek Course          | Houston, Texas                                     | 281 (+1)                                           | 30.000 $                                           |                                                    |
| 1968 | Lee Trevino                                        | Vereinigte Staaten                                 | Oak Hill Country Club, East Course                 | Rochester, New York                                | 275 (−5)                                           | 30.000 $                                           |                                                    |
| 1967 | Jack Nicklaus                                      | Vereinigte Staaten                                 | Baltusrol Golf Club, Lower Course                  | Springfield, New Jersey                            | 275 (−5)                                           | 30.000 $                                           |                                                    |
| 1966 | Billy Casper                                       | Vereinigte Staaten                                 | Olympic Club, Lake Course                          | San Francisco, Kalifornien                         | 278 (−2)                                           | 26.500 $                                           |                                                    |
| 1965 | Gary Player                                        | Südafrika                                          | Bellerive Country Club                             | St. Louis, Missouri                                | 282 (+2)                                           | 26.000 $                                           |                                                    |
| 1964 | Ken Venturi                                        | Vereinigte Staaten                                 | Congressional Country Club, Blue Course            | Bethesda, Maryland                                 | 278 (−2)                                           | 17.000 $                                           |                                                    |
| 1963 | Julius Boros                                       | Vereinigte Staaten                                 | The Country Club, Composite Course                 | Brookline, Massachusetts                           | 293 (+9)                                           | 17.500 $                                           |                                                    |
| 1962 | Jack Nicklaus                                      | Vereinigte Staaten                                 | Oakmont Country Club                               | Oakmont, Pennsylvania                              | 283 (−1)                                           | 17.500 $                                           |                                                    |
| 1961 | Gene Littler                                       | Vereinigte Staaten                                 | Oakland Hills Country Club, South Course           | Bloomfield Hills, Michigan                         | 281 (+1)                                           | 14.000 $                                           |                                                    |
| 1960 | Arnold Palmer                                      | Vereinigte Staaten                                 | Cherry Hills Country Club                          | Cherry Hills Village, Colorado                     | 280 (−4)                                           | 14.400 $                                           |                                                    |
| 1959 | Billy Casper                                       | Vereinigte Staaten                                 | Winged Foot Golf Club, West Course                 | Mamaroneck, New York                               | 282 (+2)                                           | 12.000 $                                           |                                                    |
| 1958 | Tommy Bolt                                         | Vereinigte Staaten                                 | Southern Hills Country Club                        | Tulsa, Oklahoma                                    | 283 (+3)                                           | 8.000 $                                            |                                                    |
| 1957 | Dick Mayer                                         | Vereinigte Staaten                                 | Inverness Club                                     | Toledo, Ohio                                       | 282 (+2)                                           | 7.200 $                                            |                                                    |
| 1956 | Cary Middlecoff                                    | Vereinigte Staaten                                 | Oak Hill Country Club, East Course                 | Rochester, New York                                | 281 (+1)                                           | 6.000 $                                            |                                                    |
| 1955 | Jack Fleck                                         | Vereinigte Staaten                                 | Olympic Club, Lake Course                          | San Francisco, Kalifornien                         | 287 (+7)                                           | 6.000 $                                            |                                                    |
| 1954 | Ed Furgol                                          | Vereinigte Staaten                                 | Baltusrol Golf Club, Lower Course                  | Springfield, New Jersey                            | 284 (+4)                                           | 6.000 $                                            |                                                    |
| 1953 | Ben Hogan                                          | Vereinigte Staaten                                 | Oakmont Country Club                               | Oakmont, Pennsylvania                              | 283 (−5)                                           | 5.000 $                                            |                                                    |
| 1952 | Julius Boros                                       | Vereinigte Staaten                                 | Northwood Club                                     | Dallas, Texas                                      | 281 (+1)                                           | 4.000 $                                            |                                                    |
| 1951 | Ben Hogan                                          | Vereinigte Staaten                                 | Oakland Hills Country Club, South Course           | Bloomfield Hills, Michigan                         | 287 (+7)                                           | 4.000 $                                            |                                                    |
| 1950 | Ben Hogan                                          | Vereinigte Staaten                                 | Merion Golf Club, East Course                      | Ardmore, Pennsylvania                              | 287 (+7)                                           | 4.000 $                                            |                                                    |
| 1949 | Cary Middlecoff                                    | Vereinigte Staaten                                 | Medinah Country Club, Course No. 3                 | Medinah, Illinois                                  | 286 (+2)                                           | 2.000 $                                            |                                                    |
| 1948 | Ben Hogan                                          | Vereinigte Staaten                                 | Riviera Country Club                               | Pacific Palisades, Kalifornien                     | 276 (−8)                                           | 2.000 $                                            |                                                    |
| 1947 | Lew Worsham                                        | Vereinigte Staaten                                 | St. Louis Country Club                             | Ladue, Missouri                                    | 282 (−2)                                           | 2.500 $                                            |                                                    |
| 1946 | Lloyd Mangrum                                      | Vereinigte Staaten                                 | Canterbury Golf Club                               | Beachwood, Ohio                                    | 284 (−4)                                           | 1.833 $                                            |                                                    |
| 1945 | Aufgrund des Zweiten Weltkrieges nicht ausgetragen | Aufgrund des Zweiten Weltkrieges nicht ausgetragen | Aufgrund des Zweiten Weltkrieges nicht ausgetragen | Aufgrund des Zweiten Weltkrieges nicht ausgetragen | Aufgrund des Zweiten Weltkrieges nicht ausgetragen | Aufgrund des Zweiten Weltkrieges nicht ausgetragen | Aufgrund des Zweiten Weltkrieges nicht ausgetragen |
| 1944 | Aufgrund des Zweiten Weltkrieges nicht ausgetragen | Aufgrund des Zweiten Weltkrieges nicht ausgetragen | Aufgrund des Zweiten Weltkrieges nicht ausgetragen | Aufgrund des Zweiten Weltkrieges nicht ausgetragen | Aufgrund des Zweiten Weltkrieges nicht ausgetragen | Aufgrund des Zweiten Weltkrieges nicht ausgetragen | Aufgrund des Zweiten Weltkrieges nicht ausgetragen |
| 1943 | Aufgrund des Zweiten Weltkrieges nicht ausgetragen | Aufgrund des Zweiten Weltkrieges nicht ausgetragen | Aufgrund des Zweiten Weltkrieges nicht ausgetragen | Aufgrund des Zweiten Weltkrieges nicht ausgetragen | Aufgrund des Zweiten Weltkrieges nicht ausgetragen | Aufgrund des Zweiten Weltkrieges nicht ausgetragen | Aufgrund des Zweiten Weltkrieges nicht ausgetragen |
| 1942 | Aufgrund des Zweiten Weltkrieges nicht ausgetragen | Aufgrund des Zweiten Weltkrieges nicht ausgetragen | Aufgrund des Zweiten Weltkrieges nicht ausgetragen | Aufgrund des Zweiten Weltkrieges nicht ausgetragen | Aufgrund des Zweiten Weltkrieges nicht ausgetragen | Aufgrund des Zweiten Weltkrieges nicht ausgetragen | Aufgrund des Zweiten Weltkrieges nicht ausgetragen |
| 1941 | Craig Wood                                         | Vereinigte Staaten                                 | Colonial Country Club                              | Fort Worth, Texas                                  | 284 (+4)                                           | 1.000 $                                            |                                                    |
| 1940 | Lawson Little                                      | Vereinigte Staaten                                 | Canterbury Golf Club                               | Beachwood, Ohio                                    | 287 (−1)                                           | 1.000 $                                            |                                                    |
| 1939 | Byron Nelson                                       | Vereinigte Staaten                                 | Philadelphia Country Club, Spring Mill Course      | Gladwyne, Pennsylvania                             | 284 (−4)                                           | 1.000 $                                            |                                                    |
| 1938 | Ralph Guldahl                                      | Vereinigte Staaten                                 | Cherry Hills Country Club                          | Cherry Hills Village, Colorado                     | 284 (E)                                            | 1.000 $                                            |                                                    |
| 1937 | Ralph Guldahl                                      | Vereinigte Staaten                                 | Oakland Hills Country Club, South Course           | Bloomfield Hills, Michigan                         | 281 (+1)                                           | 1.000 $                                            |                                                    |
| 1936 | Tony Manero                                        | Vereinigte Staaten                                 | Baltusrol Golf Club, Upper Course                  | Springfield, New Jersey                            | 282 (−2)                                           | 1.000 $                                            |                                                    |
| 1935 | Sam Parks, Jr.                                     | Vereinigte Staaten                                 | Oakmont Country Club                               | Oakmont, Pennsylvania                              | 299 (+11)                                          | 1.000 $                                            |                                                    |
| 1934 | Olin Dutra                                         | Vereinigte Staaten                                 | Merion Golf Club, East Course                      | Ardmore, Pennsylvania                              | 293 (+13)                                          | 1.000 $                                            |                                                    |
| 1933 | Johnny Goodman                                     | Vereinigte Staaten                                 | North Shore Country Club                           | Glenview, Illinois                                 | 287 (−1)                                           | 0 $                                                |                                                    |
| 1932 | Gene Sarazen                                       | Vereinigte Staaten                                 | Fresh Meadow Country Club                          | Queens, New York                                   | 286 (+2)                                           | 1.000 $                                            |                                                    |
| 1931 | Billy Burke                                        | Vereinigte Staaten                                 | Inverness Club                                     | Toledo, Ohio                                       | 292 (+4)                                           | 1.750 $                                            |                                                    |
| 1930 | Bobby Jones                                        | Vereinigte Staaten                                 | Interlachen Country Club                           | Edina, Minnesota                                   | 287 (−1)                                           | 0 $                                                |                                                    |
| 1929 | Bobby Jones                                        | Vereinigte Staaten                                 | Winged Foot Golf Club, West Course                 | Mamaroneck, New York                               | 294                                                | 0 $                                                |                                                    |
| 1928 | Johnny Farrell                                     | Vereinigte Staaten                                 | Olympia Fields Country Club, North Course          | Olympia Fields, Illinois                           | 294                                                | 500 $                                              |                                                    |
| 1927 | Tommy Armour                                       | Vereinigtes Königreich / Vereinigte Staaten        | Oakmont Country Club                               | Oakmont, Pennsylvania                              | 301                                                | 500 $                                              |                                                    |
| 1926 | Bobby Jones                                        | Vereinigte Staaten                                 | Scioto Country Club                                | Columbus, Ohio                                     | 293                                                | 0 $                                                |                                                    |
| 1925 | Willie Macfarlane                                  | Vereinigtes Königreich                             | Worcester Country Club                             | Worcester, Massachusetts                           | 291                                                | 500 $                                              |                                                    |
| 1924 | Cyril Walker                                       | Vereinigtes Königreich                             | Oakland Hills Country Club, South Course           | Bloomfield Hills, Michigan                         | 297                                                | 500 $                                              |                                                    |
| 1923 | Bobby Jones                                        | Vereinigte Staaten                                 | Inwood Country Club                                | Inwood, New York                                   | 296                                                | 0 $                                                |                                                    |
| 1922 | Gene Sarazen                                       | Vereinigte Staaten                                 | Skokie Country Club                                | Glencoe, Illinois                                  | 288                                                | 500 $                                              |                                                    |
| 1921 | Jim Barnes                                         | Vereinigte Staaten                                 | Columbia Country Club                              | Chevy Chase, Maryland                              | 289                                                | 500 $                                              |                                                    |
| 1920 | Ted Ray                                            | Vereinigtes Königreich                             | Inverness Club                                     | Toledo, Ohio                                       | 295                                                | 500 $                                              |                                                    |
| 1919 | Walter Hagen                                       | Vereinigte Staaten                                 | Brae Burn Country Club, Main Course                | West Newton, Massachusetts                         | 301                                                | 500 $                                              |                                                    |
| 1918 | Aufgrund des Ersten Weltkrieges nicht ausgetragen  | Aufgrund des Ersten Weltkrieges nicht ausgetragen  | Aufgrund des Ersten Weltkrieges nicht ausgetragen  | Aufgrund des Ersten Weltkrieges nicht ausgetragen  | Aufgrund des Ersten Weltkrieges nicht ausgetragen  | Aufgrund des Ersten Weltkrieges nicht ausgetragen  | Aufgrund des Ersten Weltkrieges nicht ausgetragen  |
| 1917 | Aufgrund des Ersten Weltkrieges nicht ausgetragen  | Aufgrund des Ersten Weltkrieges nicht ausgetragen  | Aufgrund des Ersten Weltkrieges nicht ausgetragen  | Aufgrund des Ersten Weltkrieges nicht ausgetragen  | Aufgrund des Ersten Weltkrieges nicht ausgetragen  | Aufgrund des Ersten Weltkrieges nicht ausgetragen  | Aufgrund des Ersten Weltkrieges nicht ausgetragen  |
| 1916 | Chick Evans                                        | Vereinigte Staaten                                 | The Minikahda Club                                 | Minneapolis, Minnesota                             | 286                                                | 0 $                                                |                                                    |
| 1915 | Jerome Travers                                     | Vereinigte Staaten                                 | Baltusrol Golf Club, Revised Course                | Springfield, New Jersey                            | 297                                                | 0 $                                                |                                                    |
| 1914 | Walter Hagen                                       | Vereinigte Staaten                                 | Midlothian Country Club                            | Midlothian, Illinois                               | 290                                                | 300 $                                              |                                                    |
| 1913 | Francis Ouimet                                     | Vereinigte Staaten                                 | The Country Club                                   | Brookline, Massachusetts                           | 304                                                | 0 $                                                |                                                    |
| 1912 | John McDermott                                     | Vereinigte Staaten                                 | Grover Cleveland Golf Course                       | Buffalo, New York                                  | 294                                                | 300 $                                              |                                                    |
| 1911 | John McDermott                                     | Vereinigte Staaten                                 | Chicago Golf Club                                  | Wheaton, Illinois                                  | 307                                                | 300 $                                              |                                                    |
| 1910 | Alex Smith                                         | Schottland                                         | Philadelphia Cricket Club, St. Martin’s Course     | Philadelphia, Pennsylvania                         | 298                                                | 300 $                                              |                                                    |
| 1909 | George Sargent                                     | Vereinigtes Königreich                             | Englewood Golf Club                                | Englewood, New Jersey                              | 290                                                | 300 $                                              |                                                    |
| 1908 | Fred McLeod                                        | Schottland                                         | Myopia Hunt Club                                   | South Hamilton, Massachusetts                      | 322                                                | 300 $                                              |                                                    |
| 1907 | Alec Ross                                          | Schottland                                         | Philadelphia Cricket Club, St. Martin’s Course     | Philadelphia, Pennsylvania                         | 302                                                | 300 $                                              |                                                    |
| 1906 | Alex Smith                                         | Schottland                                         | Onwentsia Club                                     | Lake Forest, Illinois                              | 295                                                | 300 $                                              |                                                    |
| 1905 | Willie Anderson                                    | Schottland                                         | Myopia Hunt Club                                   | South Hamilton, Massachusetts                      | 314                                                | 200 $                                              |                                                    |
| 1904 | Willie Anderson                                    | Schottland                                         | Glen View Club                                     | Golf, Illinois                                     | 303                                                | 200 $                                              |                                                    |
| 1903 | Willie Anderson                                    | Schottland                                         | Baltusrol Golf Club, Original Course               | Springfield, New Jersey                            | 307                                                | 200 $                                              |                                                    |
| 1902 | Laurie Auchterlonie                                | Schottland                                         | Garden City Golf Club                              | Garden City, New York                              | 307                                                | 200 $                                              |                                                    |
| 1901 | Willie Anderson                                    | Schottland                                         | Myopia Hunt Club                                   | South Hamilton, Massachusetts                      | 331                                                | 200 $                                              |                                                    |
| 1900 | Harry Vardon                                       | Vereinigtes Königreich                             | Chicago Golf Club                                  | Wheaton, Illinois                                  | 313                                                | 200 $                                              |                                                    |
| 1899 | Willie Smith                                       | Schottland                                         | Baltimore Country Club, Roland Park Course         | Baltimore, Maryland                                | 315                                                | 150 $                                              |                                                    |
| 1898 | Fred Herd                                          | Schottland                                         | Myopia Hunt Club                                   | South Hamilton, Massachusetts                      | 328                                                | 150 $                                              |                                                    |
| 1897 | Joe Lloyd                                          | Vereinigtes Königreich                             | Chicago Golf Club                                  | Wheaton, Illinois                                  | 162                                                | 150 $                                              |                                                    |
| 1896 | James Foulis                                       | Schottland                                         | Shinnecock Hills Golf Club                         | Shinnecock Hills, New York                         | 152                                                | 150 $                                              |                                                    |
|      |                                                    |                                                    |                                                    |                                                    |                                                    |                                                    |                                                    |
| 1895 | Horace Rawlins                                     | Vereinigtes Königreich                             | Newport Country Club                               | Newport, Rhode Island                              | 173                                                | 150 $                                              |                                                    |

## Zukünftige Austragungsorte
| Jahr | Golfplatz                  | Ort                       | Geplantes–Datum  |
| ---- | -------------------------- | ------------------------- | ---------------- |
| 2025 | Oakmont Country Club       | Oakmont, Pennsylvania     | 12.6 – 15.6.2025 |
| 2026 | Shinnecock Hills Golf Club | Sinnecock Hills, New York | 18.6 – 21.6.2026 |
| 2027 | Pebble Beach Golf Links    | Pebble Beach, Kalifornien | 17.6 – 20.6.2027 |